# Mariápolis (kommun)
Mariápolis är en kommun i Brasilien.   Den ligger i delstaten São Paulo, i den södra delen av landet, 700 km sydväst om huvudstaden Brasília. Antalet invånare är 3 916.
Följande samhällen finns i Mariápolis:
- Mariápolis

Trakten runt Mariápolis består i huvudsak av gräsmarker. Runt Mariápolis är det glesbefolkat, med 18 invånare per kvadratkilometer.